# 五官監侯
五官監侯，中國古代官職之一。在清朝，此官職配置於朝廷之欽天監，品等為正九品。該基層官職主要從事天文曆法事務的技術監測，並輔佐五官正，而該官職的五官其實就是春官、夏官、秋官、冬官與中官。1910年代，清朝滅亡後，該官職廢除。